# Indipendentismo inglese

Bandiera dell'Inghilterra

L'indipendentismo inglese è una posizione politica a favore della secessione dell'Inghilterra dal Regno Unito. Il sostegno alla secessione dell'Inghilterra (il paese più grande e popolato del Regno Unito) è stato influenzato dalla crescente devoluzione dei poteri politici in Scozia, Galles e Irlanda del Nord, dove l'indipendenza dal Regno Unito è un argomento di spicco del dibattito politico.
L'indipendenza inglese è stata vista dai suoi sostenitori come un modo per risolvere la questione del West Lothian nella politica britannica: parlamentari scozzesi, gallesi e nordirlandesi nel Parlamento del Regno Unito a Westminster sono in grado di votare su questioni che riguardano l'Inghilterra, ma i parlamentari inglesi non hanno lo stesso potere su questioni equivalenti in Scozia, Galles e Irlanda del Nord, poiché tali poteri sono devoluti al Parlamento scozzese, all'Assemblea dell'Irlanda del Nord o all'Assemblea nazionale per il Galles. Questa anomalia è stata risolta nel 2015 utilizzando i voti inglesi per le procedure legislative inglesi per garantire che la legislazione che riguarda solo l'Inghilterra richieda il voto maggioritario dei parlamentari che rappresentano i collegi elettorali inglesi.
Mentre alcuni partiti politici minori hanno fatto campagna per l'indipendenza inglese, tutti i principali partiti politici in tutto il Regno Unito aderiscono alla visione convenzionale dell'unionismo britannico e si oppongono al cambiamento dello status costituzionale dell'Inghilterra. Le richieste scozzesi di indipendenza, piuttosto che quelle inglesi, sono viste come la minaccia più urgente per l'unità britannica; La Scozia ha votato contro l'indipendenza al referendum del 18 settembre 2014.

## Storia
L'identità nazionale inglese si è sviluppata per un lungo periodo di tempo. Sulla scia del crollo del dominio romano in Gran Bretagna dalla metà del IV secolo, l'attuale Inghilterra fu progressivamente colonizzata da gruppi germanici. Collettivamente noti come anglosassoni, questi erano gli angli e i sassoni provenienti dall'attuale area di confine danese/tedesca e juta dalla penisola dello Jutland. Il Regno d'Inghilterra nacque nel X secolo: copriva gran parte dei due terzi del sud della Gran Bretagna e un numero di isole periferiche più piccole. La conquista normanna del Galles dal 1067 al 1283 (formalizzata dallo Statuto di Rhuddlan nel 1284) mise il Galles sotto il controllo inglese, e il Galles passò sotto il diritto inglese con le Laws in Wales Act 1535-1542, che stabilirono il Principato del Galles.
Nel 1603, l'Unione delle corone ebbe luogo quando la morte di Elisabetta I provocò l'ascesa di Giacomo VI, re di Scozia, al trono inglese, ponendo Inghilterra e Scozia sotto l'unione personale. Nel 1707, gli Atti dell'Unione furono approvati sia dal Parlamento d'Inghilterra che dal Parlamento di Scozia, formando il Regno di Gran Bretagna. La misura era profondamente impopolare sia in Scozia che in Inghilterra. I firmatari scozzesi dell'Atto furono costretti a firmare i documenti in segreto a causa di rivolte di massa e disordini nella capitale scozzese, Edimburgo. La Scozia ha comunque mantenuto la legge scozzese, un sistema giuridico distinto da quello utilizzato in Inghilterra e Galles.
Nel 1800, il Regno di Gran Bretagna e il Regno di Irlanda approvarono entrambi nuovi Atti dell'Unione, creando il Regno Unito di Gran Bretagna e Irlanda. Nel 1921 fu concordato il Trattato anglo-irlandese, che consentiva all'Irlanda del Sud sotto lo Stato Libero d'Irlanda di diventare un Dominion, con il risultato che solo l'Irlanda del Nord rimase nel Regno Unito, che nel 1927 fu formalmente ribattezzato Regno Unito di Gran Bretagna e Irlanda del Nord.

## Argomenti per l'indipendenza inglese
I sostenitori della sovranità inglese sostengono che un'Inghilterra sovrana godrebbe di una delle economie più forti del mondo, con un PIL stimato di US $ 2,865 trilioni a partire dal 2015, rendendola la quinta, sesta o settima economia mondiale in base alla misurazione. Si sostiene inoltre che l'Inghilterra sarebbe la quindicesima nazione più ricca del mondo, con un PIL pro capite di 33.999 USD nel 2015. Le cifre equivalenti sono $ 30.783 per la Scozia, $ 23.397 per il Galles, e $ 24.154 per l'Irlanda del Nord, o $ 27.659 per il Regno Unito meno l'Inghilterra.
Insieme a Londra, la principale città del mondo e il più grande centro finanziario del mondo, come sua capitale, l'Inghilterra continuerebbe a possedere un sistema educativo invidiabile che include alcune delle università più prestigiose del mondo, con l'Università di Oxford, l'Università di Cambridge e college dell'Università di Londra, che figurano regolarmente tra le prime 10 classifiche del QS World University Rankings.

## Sostenitori dell'indipendenza inglese
Partiti politici
- Partito dell'Indipendenza Inglese[8][9][10]
- Partito dei Democratici Inglesi[11]

Persone
- Leo McKinstry, giornalista, storico e autore.[12]
- Andrew Perloff, donatore dell'UKIP e investitore immobiliare.[13]
- Robin Tilbrook, leader dei Democratici inglesi.[14]

## Sondaggi
Il movimento nazionalista inglese ha le sue radici in un'eredità storica che precede il Regno Unito. L'aumento dell'identità inglese negli ultimi anni, come evidenziato dalla maggiore esposizione della bandiera inglese (in particolare durante le competizioni sportive internazionali e in relazione alla loro squadra di calcio), è talvolta attribuito dai media al crescente decentramento del potere politico in Scozia, Galles e Irlanda del Nord. Un possibile incentivo per la creazione di istituzioni politiche inglesi autonome è la questione del West Lothian: l'incoerenza costituzionale secondo la quale i parlamentari di tutte e quattro le nazioni del Regno Unito possono votare su questioni che riguardano solo l'Inghilterra, mentre quelle stesse questioni sono riservate alle assemblee decentrate delle altre nazioni. (Ad esempio, il Parlamentare scozzese per West Lothian ha voce in capitolo sulla polizia nelle Midlands occidentali.)
I movimenti nazionalisti inglesi contemporanei differiscono significativamente dai principali movimenti nazionalisti scozzesi, gallesi e cornici (sebbene simili ad alcuni filoni del nazionalismo irlandese) nella misura in cui sono spesso associati al sostegno delle politiche economiche e sociali di centro. I nazionalisti altrove nelle Isole britanniche tendono verso una posizione politica socialdemocratica. Il nazionalismo inglese è spesso associato all'euroscetticismo: una delle ragioni dell'opposizione all'UE è l'opinione secondo cui l'Inghilterra viene arbitrariamente suddivisa in regioni per volere dell'Unione europea.
I dati di sondaggi per la devoluzione e l'indipendenza inglese sono disponibili nella tabella seguente.
| Data       | Indipendenza (%) | Status Quo (%) | Parlamento inglese (%) | Voti inglesi per leggi inglesi (%) | Assemblee regionali (%) | Fine della devoluzione (%) | Non sa/Nessuno (%) |
| ---------- | ---------------- | -------------- | ---------------------- | ---------------------------------- | ----------------------- | -------------------------- | ------------------ |
| 20/09/2014 | N/A              | 19%            | N/A                    | 65%                                | N/A                     | N/A                        | 16%                |
| 20/09/2014 | N/A              | 11%            | 59%                    | N/A                                | N/A                     | N/A                        | 20%                |
| 13/01/2012 | N/A              | 16%            | 49%                    | N/A                                | N/A                     | N/A                        | 35%                |
| 06/12/2011 | N/A              | 21%            | 52%                    | N/A                                | N/A                     | 14%                        | 13%                |
| 15/04/2010 | N/A              | 20%            | 68%                    | N/A                                | N/A                     | N/A                        | 12%                |
| 30/04/2009 | N/A              | 15%            | 41%                    | N/A                                | N/A                     | N/A                        | 44%                |
| 09/09/2009 | N/A              | 20%            | 58%                    | N/A                                | N/A                     | N/A                        | 22%                |
| 06/12/2007 | 15%              | 32%            | 20%                    | 25%                                | N/A                     | N/A                        | 8%                 |
| 19/04/2007 | N/A              | 24.25%         | 67.32%                 | N/A                                | N/A                     | N/A                        | 8.43%              |
| 05/04/2007 | N/A              | 12%            | 21%                    | 51%                                | N/A                     | N/A                        | 16%                |
| 08/01/2007 | N/A              | 32%            | 61%                    | N/A                                | N/A                     | N/A                        | 7%                 |
| 07/01/2007 | N/A              | 41.22%         | 51.42%                 | N/A                                | N/A                     | N/A                        | 7.36%              |
| 23/11/2006 | N/A              | 25.35%         | 68.43%                 | N/A                                | N/A                     | N/A                        | 6.22%              |
| 08/07/2006 | N/A              | 32%            | 41%                    | N/A                                | 14%                     | N/A                        | 13%                |
| 23/02/2004 | N/A              | 23.76%         | 11.88%                 | 46.53%                             | 10.89%                  | N/A                        | 6.93%              |
| 07/04/2002 | N/A              | N/A            | 47%                    | N/A                                | 28%                     | N/A                        | 25%                |